# Францишкув (Люблінський повіт)
Францишкув (пол. Franciszków) — село в Польщі, у гміні Стшижевиці Люблінського повіту Люблінського воєводства.
Населення — 207 осіб (2011).
У 1975-1998 роках село належало до Люблінського воєводства.

## Демографія
Демографічна структура станом на 31 березня 2011 року:
|          | Загалом | Допрацездатний вік | Працездатний вік | Постпрацездатний вік |
| -------- | ------- | ------------------ | ---------------- | -------------------- |
| Чоловіки | 104     | 19                 | 74               | 11                   |
| Жінки    | 103     | 17                 | 58               | 28                   |
| Разом    | 207     | 36                 | 132              | 39                   |